# Stugeta kedonga
Stugeta kedonga är en fjärilsart som beskrevs av Van Someren 1939. Stugeta kedonga ingår i släktet Stugeta och familjen juvelvingar. Inga underarter finns listade i Catalogue of Life.